# Macroglossum pseudogyrans
Macroglossum pseudogyrans är en fjärilsart som beskrevs av Rothschild 1894. Macroglossum pseudogyrans ingår i släktet Macroglossum och familjen svärmare. Inga underarter finns listade i Catalogue of Life.